# Hegeile Almeida dos Santos
Hegeile Almeida dos Santos, auch bekannt als Hegê, (* 30. Oktober 1995 in Fortaleza) ist eine brasilianische Beachvolleyballspielerin.

## Karriere
In der Gemeinde Miguel Pereira im Bundesstaat Rio de Janeiro gewann Hegeile Almeida im Mai 2018 ihr erstes Preisgeld in Höhe von 150 US-Dollar, als sie beim 1-Stern-Turnier mit ihrer Partnerin Talita Calixto Simonetti den fünften Rang belegte. Ein weitaus größerer Erfolg gelang Almeida im November 2021, als sie mit ihrer neuen Partnerin Taiana Lima beim 4-Stern-Turnier in Itapema das Finale erreichte. Bei weiteren Turnieren im Jahr 2022 auf der World Beach Pro Tour bekamen die beiden Brasilianerinnen genügend Punkte, um an der Beachvolleyball-WM in Rom teilzunehmen. Im Pool I belegten Hegeile/Taiana Lima den zweiten Platz hinter dem deutschen Team Tillmann/Müller und qualifizierten sich damit für die erste Hauptrunde, in der sie den amtierenden Weltmeisterinnen Pavan/Melissa nach gewonnenem ersten Satz noch mit 1:2 unterlagen und somit in der Endabrechnung den geteilten 17. Platz belegten. Im November gelang den Südamerikanerinnen beim Elite16 in Uberlândia mit dem Halbfinaleinzug noch ein überdurchschnittliches Ergebnis. Kurz danach wurden sie brasilianische Meisterinnen. Nach überschaubaren Resultaten in der folgenden Saison trennten sie sich. Mit ihrer neuen Partnerin Vitória Rodrigues erreichte Hegeile beim Challenge in Saquarema zum dritten Mal in ihrer Karriere die Vorschlussrunde der Beach Pro Tour. Die Elite16 in João Pessoa und in Rio de Janeiro waren für die beiden jeweils im Viertelfinale beendet.